# National Independent Soccer Association 2019-20
La temporada 2019-20 de la National Independent Soccer Association es la temporada inaugural de la nueva tercera división del fútbol estadounidense. La temporada se divide en dos partes, fall (otoño) y spring (primavera), cada una con sus playoffs.
La fall season (temporada de otoño) fue disputada por nueve equipos divididos en East (Este) y West (Oeste). 
El Miami FC se consagró campeón en los playoffs.
Para la temporada spring de 2020 se esperan nuevos equipos.

## Equipos
| Club                          | Ciudad                     | Estadio                                                        | Capacidad   | Entrenador      |            |
| East coast                    | East coast                 | East coast                                                     | East coast  | East coast      | East coast |
| ----------------------------- | -------------------------- | -------------------------------------------------------------- | ----------- | --------------- | ---------- |
| Atlanta SC                    | Alpharetta, Georgia        | St. Francis High School Lupo Family Stadium at Life University | –           | Roberto Neves   |            |
| Chattanooga FC                | Chattanooga, Tennessee     | Finley Stadium                                                 | 20,668      | Peter Fuller    |            |
| Detroit City FC               | Hamtramck, Michigan        | Keyworth Stadium                                               | 7,933       | Trevor James    |            |
| Miami FC                      | Miami, Florida             | Riccardo Silva Stadium                                         | 23.500      |                 |            |
| Michigan Stars FC             | Pontiac, Míchigan          | Ultimate Soccer Arena                                          | 5,000       | George Juncaj   |            |
| Philadelphia Fury             | Philadelphia, Pennsylvania | Franklin Field                                                 | 52,958      | Cris Vaccaro    |            |
| Stumptown Athletic            | Matthews, North Carolina   | CSA OrthoCarolina Sportsplex Sportsplex at Matthews            | 1,200 5,000 | Mark Steffens   |            |
| West Coast                    |                            |                                                                |             |                 |            |
| California United Strikers FC | Irvine, California         | Championship Stadium                                           | 5,000       | Don Ebert       |            |
| Los Angeles Force             | Whittier, California       | Rio Hondo Stadium                                              | 1,000       | Thales Peterson |            |
| Oakland Roots SC              | Oakland, California        | Laney College                                                  | 5,500       | Jordan Ferrell  |            |
| San Diego 1904 FC             | San Diego, California      | SDCCU Stadium                                                  | 70,561      | Alex Gontran    |            |

## Fall season
El Miami FC y el California United Strikers FC jugaron siete encuentros en la fase regular, a diferencia de los otros equipos que solo jugaron seis. Para esto, el encuentro de local del Miami FC contra Oakland Roots SC no contó para la clasificación general, al igual que el segundo encuentro del California United Strikers FC contra San Diego 1904 FC no contará para la clasificación.
El Philadelphia Fury del grupo Este dejó la competición luego de jugar un encuentro.

### Clasificación

#### East Coast
| Pos. | Equipo             | Pts. | PJ | G | E | P | GF | GC | Dif. | Clasificación              |
| ---- | ------------------ | ---- | -- | - | - | - | -- | -- | ---- | -------------------------- |
| 1    | Miami FC           | 14   | 6  | 4 | 2 | 0 | 19 | 6  | +13  | Clasificado a los playoffs |
| 2    | Stumptown Athletic | 12   | 6  | 4 | 0 | 2 | 13 | 7  | +6   | Clasificado a los playoffs |
| 3    | Atlanta SC         | 8    | 6  | 2 | 2 | 2 | 13 | 10 | +3   |                            |
| 4    | Philadelphia Fury  | 0    | 6  | 0 | 0 | 6 | 1  | 23 | −22  |                            |

 Fuente: NISAofficial.com
Criterios de clasificación: 

#### West Coast
| Pos. | Equipo                        | Pts. | PJ | G | E | P | GF | GC | Dif. | Clasificación              |
| ---- | ----------------------------- | ---- | -- | - | - | - | -- | -- | ---- | -------------------------- |
| 1    | Los Angeles Force             | 11   | 6  | 3 | 2 | 1 | 8  | 7  | +1   | Clasificado a los playoffs |
| 2    | California United Strikers FC | 9    | 6  | 2 | 3 | 1 | 13 | 9  | +4   | Clasificado a los playoffs |
| 3    | San Diego 1904 FC             | 6    | 6  | 2 | 0 | 4 | 9  | 15 | −6   |                            |
| 4    | Oakland Roots SC              | 3    | 6  | 0 | 3 | 3 | 10 | 13 | −3   |                            |

 Fuente: NISAofficial.com
Criterios de clasificación: 

### Playoffs
Los dos equipos líderes de cada grupo clasificaron a los playoffs. Cada equipo campeón (Este y Oeste) clasificará automáticamente a los playoffs de 2020.
| 9 de noviembre de 2019, 19:00 ET | Miami FC | 3:0 | Stumptown Athletic | Riccardo Silva Stadium, Miami, Florida |  |

| 10 de noviembre de 2019, 16:00 PT | California United Strikers FC | 3:2 | Los Angeles Force | Orange County Great Park, Irvine, California |  |

## Spring season
La temporada 2020 Spring comenzó el 28 de febrero con ocho equipos (cinco de la Fall Season, más tres equipos que ingresaron en esta etapa). Los tres mejores clasificados pasan a los playoffs junto al California United Strikers, campeón en la Fall Season.
La temporada fue suspendida el 12 de marzo debido a la Pandemia de COVID-19. Finalmente el 27 de abril de 2020 el torneo se canceló.

### Equipos y personal
Note: La liga firmó un acuerdo con Hummel para ser el patrocinador oficial del equipamiento, pero permite a los clubes tener sus propias firmas.
| Equipo                        | Entrenador         | Capitán         | Equipamiento | Auspiciador                 |
| ----------------------------- | ------------------ | --------------- | ------------ | --------------------------- |
| California United Strikers FC | Don Ebert          | Xavier Fuerte   | Nike         | Taco Bell                   |
| Chattanooga FC                | Peter Fuller       | Juan Hernandez  | Hummel       | Volkswagen                  |
| Detroit City FC               | Trevor James       | Stephen Carroll | Adidas       | Metro Detroit Chevy Dealers |
| Los Angeles Force             | Thales Peterson    | Joshua Culwell  | Hummel       | —                           |
| Michigan Stars FC             | Alexander Strehmel | Kyle Nuel       | Hummel       | HTC                         |
| Oakland Roots SC              | Jordan Ferrell     | Benji Joya      | Nike         | Oaklandish                  |
| San Diego 1904 FC             | Alexandre Gontran  | Ozzie Ramos     | Nike         | —                           |
| Stumptown Athletic            | Mark Steffens      | Tate Robertson  | Hummel       | —                           |

### Clasificación
| Pos. | Equipo                        | Pts. | PJ | G | E | P | GF | GC | Dif. | Clasificación |
| ---- | ----------------------------- | ---- | -- | - | - | - | -- | -- | ---- | ------------- |
| 1    | Oakland Roots SC              | 4    | 2  | 1 | 1 | 0 | 3  | 2  | +1   | Playoffs      |
| 2    | California United Strikers FC | 4    | 2  | 1 | 1 | 0 | 1  | 0  | +1   | Playoffs      |
| 3    | Detroit City FC               | 3    | 1  | 1 | 0 | 0 | 2  | 0  | +2   | Playoffs      |
| 4    | Stumptown Athletic            | 2    | 2  | 0 | 2 | 0 | 3  | 3  | 0    | Playoffs      |
| 5    | San Diego 1904 FC             | 2    | 2  | 0 | 2 | 0 | 2  | 2  | 0    |               |
| 6    | Chattanooga FC                | 1    | 1  | 0 | 1 | 0 | 1  | 1  | 0    |               |
| 7    | Los Angeles Force             | 1    | 2  | 0 | 1 | 1 | 1  | 3  | −2   |               |
| 8    | Michigan Stars FC             | 0    | 2  | 0 | 0 | 2 | 1  | 3  | −2   |               |

 Fuente: NISAofficial.com
Criterios de clasificación: 

### Resultados
| Local \ Visitante             | CAL | CHA | DET | LAF | MIC | OAK | SAN | STU |
| ----------------------------- | --- | --- | --- | --- | --- | --- | --- | --- |
| California United Strikers FC | —   | —   | —   | —   | 1–0 | —   | —   | —   |
| Chattanooga FC                | —   | —   | —   | —   | —   | —   | —   | —   |
| Detroit City FC               | —   | —   | —   | —   | —   | —   | —   | —   |
| Los Angeles Force             | —   | —   | 0–2 | —   | —   | —   | —   | 1–1 |
| Michigan Stars FC             | —   | —   | —   | —   | —   | —   | —   | —   |
| Oakland Roots SC              | —   | 1–1 | —   | —   | 2–1 | —   | —   | —   |
| San Diego 1904 FC             | 0–0 | —   | —   | —   | —   | —   | —   | —   |
| Stumptown Athletic            | —   | —   | —   | —   | —   | —   | 2–2 | —   |